# اشپلا روزماریچ
اشپلا روزماریچ (انگلیسی: Špela Rozmarič؛ زادهٔ ۱۳ ژانویهٔ ۱۹۹۸) بازیکن فوتبال اهل اسلوونی است.
وی همچنین در تیم ملی فوتبال زنان اسلوونی بازی کرده‌است.